# سوخوي سو-30 ام كي كي
سوخوي سو-30 ام كي كي (بالإنجليزية: Sukhoi Su-30MKK)‏ هي طائرة مقاتلة أنتجت في 2000. صنع منها 134 طائرة، وسعر الطائرة الواحدة منها هو 53 مليون دولار for the first 38.

## المستخدمون
- سلاح جو جيش التحرير الشعبي
- سلاح الجو الفنزويلي